# Derrotismo
Derrotismo é um termo que significa aceitar a perda sem lutar ou a vontade de lutar. A palavra geralmente tem um significado negativo, é frequentemente usada na psicologia e está associada ao pessimismo. No uso político, o termo geralmente tem um significado propagandístico e refere-se à traição em uma situação em que a continuação da batalha é de fato impossível. A palavra é um termo típico de tempo de guerra, embora às vezes seja usado na política, nos negócios, no esporte, na psicologia e na filosofia.

## Origem
Diz-se que os franceses usaram o termo primeiro para descrever o estado de espírito dos soldados russos na Primeira Guerra Mundial, mas também pode ter sido usado pelo movimento político francês que apoiou a Guerra Franco-Prussiana. Isso seria apoiado pelo fato de que os revolucionários da Rússia usaram o termo "derrotismo revolucionário" antes mesmo da Primeira Guerra Mundial. Na Inglaterra, a palavra "defeatist" foi retirada da palavra francesa défaitiste em 1917 para descrever uma pessoa suspeita de agir contra seu estado.